# Higher Ground (песня Расмуссена)
«Higher Ground» — песня в исполнении датского исполнителя Расмуссена, с которой он представил Данию на конкурсе песни «Евровидение-2018». Сингл был издан лейблом Renegade Records 11 февраля 2018 года.

## Информация о песне
22 января 2018 года было объявлено о том, что Расмуссен стал одним из десяти участников отбора Dansk Melodi Grand Prix 2018 с песней «Higher Ground». Победитель отбирался при помощи комбинации голосования зрителей и жюри из пяти человек.
В одном из интервью Расмуссен заявил, что тематика песни — попытки решения конфликтов мирным способом без применения насилия, и что она является посланием о мире. Тогда же он пояснил, что песня была написана под впечатлением от легенды о Магнусе Оркнейском.

## Список композиций
| №  | Название                               | Длительность |
| -- | -------------------------------------- | ------------ |
| 1. | «Higher Ground»                        | 3:03         |
| 2. | «Higher Ground» (karaoke version)      | 3:03         |
| 3. | «Higher Ground» (instrumental version) | 3:03         |

## Позиции в чартах
| Чарт (2018)         | Наивысшая позиция |
| ------------------- | ----------------- |
| Дания (Tracklisten) | 9                 |

## Хронология издания
| Страна | Дата            | Формат               | Лейбл            |
| ------ | --------------- | -------------------- | ---------------- |
| Дания  | 11 февраля 2018 | цифровая дистрибуция | Renegade Records |